# Kim Seong-dong
Kim Seong-dong (Boryeong, Corea ocupada por EE. UU., 8 de noviembre de  1947 - 25 de septiembre de 2022) fue un escritor surcoreano.

## Biografía
Kim Seong-dong nació en 1947 en Boryeong, provincia de Chungcheong del Sur, Corea del Sur, en el seno de una familia noble venida a menos. Su padre era comunista. Perdió a su padre y otros miembros de su familia en un baño de sangre después de un conflicto ideológico y creció estigmatizado por los lazos comunistas de su familia. Aprendió escritura china de su abuelo y pudo continuar su educación en Seúl con la ayuda de sus familiares.
Tras entrar en la universidad, se dio cuenta de que no podría avanzar en la escala social por el estigma de estar "relacionado con rojos". A los 19 años se encontró con un anciano monje budista, tras lo cual desistió de sus sueños de triunfar en la literatura y siguió al monje en la senda del budismo. A los 25 años quiso estudiar budismo en Japón, pero incluso esa puerta se le cerró por su pasado "rojo".
Frustrado y confundido, finalmente empezó a escribir novelas. Cuando se publicó su relato corto "El pájaro del pez de madera" en Semanario de religión (Jugan jonggyo) en 1975, fue acusado de difamar la orden religiosa y fue excomulgado. Después regresó al mundo secular y empezó a trabajar para varias revistas y editoriales. Su carrera como escritor empezó con la publicación en 1978 de la novela Mandala, que es una versión expandida de su cuento "El pájaro del pez de madera" en la revista Literatura Coreana (Hanguk Munhak).

## Obra
La trilogía El camino, Mandala y La casa forman un emotivo diario de supervivencia de la infancia, la rebeldía adolescente, la vida monacal, el regreso al mundo, sus comienzos como escritor, el matrimonio, los hijos y su posterior vida como escritor consagrado. Su obra es la materialización del espíritu de un artista que se obstina en su arte, resistiéndose al veloz torbellino consumista del mundo capitalista. Nunca olvidó los años vividos a pura pelea. Sabe mejor que nadie que solo la sangre y el sudor pueden garantizarle la vida, por eso cuando escribe, registra con todo su cuerpo, como solo puede hacerlo un creyente budista cuando reza.
En 1975, su relato "El pájaro del pez de madera" fue premiado en un certamen de relatos religiosos que convocó la publicación Semanario de religión. El relato fue calificado de crítica malintencionada contra el budismo y un insulto contra los monjes que profesaban esta religión, por lo que su autor fue despojado del título sacerdotal.
Mandala fue adaptada al cine por Im Kwon Taek en 1981.

## Premios
- 1985. Cuarta edición del Premio de Creación Literaria Shin Dong-yeob
- 1988. Séptima edición del Premio de la Fundación Cultural Haengwon
- 2002. Séptima edición del Premio de Literatura Budista Contemporánea

## Obras traducidas al español
- Mandala (Bajo La Luna, 2011)

## Obras en coreano
Novelas
- Mandala (Prunsoop, 1994)
- Una choza como casa (Ilwol Books, 1982)
- El descenso (Prunsoop, 1994)
- La casa (Prunsoop, 1994)
- El camino (Prunsoop, 1994)
- El mejor (Prunsoop, 1994)
- El sueño (Changbi Publishers, 2001)
- El pájaro del nirvana (Chaeksesang, 2009)

Ensayos
- Carta sin enviar (Samtoh, 1981)
- ¿Cuándo descansan las almas errantes? (Prunsoop, 1989)
- Lejanas añoranzas (Joheunnal, 1999)

Otros
- Ensayo de la vida (Pulbit, 1992)
- El mundo de Maitreya, el país de los sueños (Minjoksa, 1993)
- El chico (Chungnyunsa, 2002)
- Escribiendo el Clásico de los Mil caracteres con Seongdong Kim (Chungnyunsa, 2004)
- Escuela de escritura china de Seongdong Kim I, II (Chungnyunsa, 2005)
- Arirang de la historia contemporánea (Noksaek Pyeongnonsa, 2010)
- Arirang de la política coreana (Dongnyok, 2011)